# Can Pistola
Can Pistola és una casa de la Cellera de Ter (Selva) inclosa a l'Inventari del Patrimoni Arquitectònic de Catalunya. Edifici de planta quadrangular que fa cantonada amb la plaça de la Vila. Té tres plantes i tres crugies i està cobert amb un terrat pla.

## Descripció
La planta baixa conté una font pública senzilla (feta de placats de pedra i amb aixeta de pressió), un sòcol també placat de pedra, dues finestres i un portal d'entrada. L'element més rellevant de la façana és el portal adovellat fet de pedra sorrenca, actualment molt deteriorada, sobretot als brancals. És un portal fet de grans dovelles que conserva una llegenda en baix relleu a la dovella clau. El portal deixa lloc per a un espai de vestíbul on hi ha la porta real d'accés als baixos. Pel que fa a les finestres, a la part dreta de la façana n'hi ha una emmarcada de pedra nova, la llinda de la qual imita els motius decoratius de les finestres més antigues del primer pis, i a la façana que dona a la plaça n'hi ha una altra, feta d'obra de ciment i rajol, de mida més petita.
El primer pis consta de tres finestres. Una d'elles, la de la part dreta, és de factura nova, de ciment i rajol, però les altres dues són emmarcades de pedra sorrenca. Són fetes amb grans blocs, amb motllures als muntants i la llinda i amb decoració floral i de creu cristiana al centre de la llinda. Els ampits de les finestres, a causa de l'ús i a les característiques de la pedra, estan mig desfets.
El segon pis té una finestra per crugia, fetes de rajol i ciment, possiblement de la reforma dels anys trenta del segle xx.
La cornisa és mixta de teula i rajol, un xic emergent i la terrassa té, entre diversos pilars de rajol arrebossat, baranes de factura i decoració senzilles de ferro.

## Història
A la dovella clau de la porta d'accés hi ha la data de 1569, una creu i una llegenda de difícil interpretació dins un escut. S'hi llegeix el nom de Joan, però hi ha dues lletres o abreviatures més aparentment indesxifrables.
La casa sembla que fou reformada amplament el 1931. Segurament es va substituir un possible badiu o golfes pel segon pis actual.
La finestra de la part dreta de la planta baixa fou reformada als anys setanta del segle xx.